# عبد العزيز (اسم)
عَبْد العَزِيْز هو اسم عربي يطلق على الذكور، وهو مستخدم في العهد الحديث كاسم وكلقب. وهو مكون من جزأين «عبد» و«العزيز». العزيز هو اسم من أسماء الله الحسنى المذكورة في القرآن الكريم.

## أعلام
الأشخاص المسمون بعبد العزيز (اسم أو لقب):
- عبد العزيز علي عبدالله الأول (1830–1876)، سلطان الدولة العثمانية.
- عبد العزيز بن مروان (توفى في 705)، أمير أموي وحاكم مصر
- عبد العزيز بن موسى بن نصير (توفى في 716) حاكم الأندلس.
- عبد العزيز بن شعيب، أمير كريت (949-961)
- عبد العزيز الأول المريني (حكم 1366–1372) سلطان فاس والمغرب
- أبو فارس عبد العزيز عبدالله المتوكل
- عبد العزيز الفشتالي (1549–1621) شاعر ومؤرخ مغربي
- عبدالعزيز شاه هوتاكي (توفي في 1717)
- عبد العزيز الدهلوي عالم وشاعر مسلم.
- عبد العزيز بن عبد الرحمن بن فيصل آل سعود